# 堺市立東百舌鳥小学校
堺市立東百舌鳥小学校（さかいしりつ ひがしもず しょうがっこう）は、大阪府堺市中区にある公立小学校。大阪府立大学中百舌鳥キャンパス南側の一帯を校区とする。

## 沿革
- 1893年5月20日 - 大鳥郡東百舌鳥尋常小学校として創立。
- 1894年 - 東百舌鳥村大字土師（はぜ）字西端に移転。
- 1896年4月1日 - 郡の合併により、泉北郡東百舌鳥尋常小学校と称する。
- 1912年 - 現在地に移転。
- 1929年 - 高等科を併設。泉北郡東百舌鳥尋常高等小学校に改称。
- 1941年4月1日 - 国民学校令により、泉北郡東百舌鳥国民学校に改称。
- 1942年7月1日 - 堺市への編入により、堺市東百舌鳥国民学校に改称。
- 1944年 - 戦争激化に伴う学童疎開により、疎開児童が入学。
- 1947年4月1日 - 学制改革により、堺市立東百舌鳥小学校と改称。
- 1981年 - 菰池の一部を埋め立て校舎を増築し新運動場建設。
- 1985年 - 堺市立土師小学校を分離。

## 通学区域
- 堺市中区 大野芝町・学園町・新家町の全域、土塔町の一部、深井畑山町の一部、福田の一部。

卒業生は基本的に堺市立東百舌鳥中学校に進学する。

## 交通
- 南海高野線 白鷺駅 南西へ約1.5km。
- 南海泉北線 深井駅 北東へ約1.7km。
- 南海バス 土塔町バス停 北へ約500m。
- 南海バス 新家町バス停 西へ約500m。

## 著名な出身者
- 水杉玲奈（バレーボール選手：東レアローズ）※日本代表